# 백천기
백천기(1978년 10월 18일 ~ )는 대한민국의 배우이다.

## 출연작

### 영화
- 《불한당: 나쁜 놈들의 세상》 (2017년) - 인천거리 형사 / 독항선 형사 역
- 《럭키》 (2016년) - 지하철 조감독 역
- 《덕혜옹주》 (2016년)
- 《봉이 김선달》 (2016년) - 별궁 금군 역

### 드라마
- 《비밀의 집》 (2022년, MBC) - 박경택 과장 역
- 《찬란한 내 인생》 (2020년, MBC) - 김 기사 역
- 《로맨스는 별책부록》 (2019년, tvN) - 겨루출판사 마케팅부 팀장 역
- 《손 the guest》 (2018년, OCN) - 김태운 형사 역
- 《브라보 마이 라이프》 (2017년, SBS)
- 《다시 만난 세계》 (2017년, SBS) - 레스토랑 홀직원 역
- 《보이스》 (2016년, OCN) - 김평중 역
- 《너를 노린다》 (2016년, SBS) - 형사 역
- 《미세스캅》 (2015년, SBS) - 용역건달 역

### 뮤지컬
- 《천방지축 곤》 - 늑대 1 / 레온 역

### 연극
- 《라이어3》- 카봉 / 택시기사

### 퍼포먼스
- 《무술아크로바틱 점프JUMP》- 도둑1
- 《THE MOON》- 은빛달의 기사